# Ramón Castilla
Ramón Castilla y Marquesado (31 août 1797 - 25 mai 1867) est un caudillo et homme d'État péruvien et dirigeant du Pérou entre 1844 et 1862.

## Carrière
Il s'octroie les pleins pouvoirs à partir de 1845 et gouverne le pays jusqu'au coup d'État de 1862 qui met fin à présidence.
Ses réformes importantes dans la politique et la société contribuent notamment à l'abolition de l'esclavage, à de nouveaux investissements dans l'éducation, à la mise en place d'une nouvelle force navale et à la modernisation de l'armée. Sa présidence  a coïncidé avec l'introduction de plusieurs avancées techniques au Pérou telles que le télégraphe, l'éclairage au gaz et la mise en place de routes de chemins de fer.
Néanmoin, sa politique est également marquée par la mise en place d'une forme de dictature qui a fortement endetté le pays, remplacé l'esclavage par le travail forcé de population asiatique déportée, les "coolies".
Il évite une insurrection générale en 1855 venant de l'opposition dite républicaine. En 1861, il s'oppose au maréchal Miguel de San Román qui conteste sa politique, et l'éloigne de la capitale.
Cela contribue au coup d'État d'octobre 1862, qui met fin au gouvernement de Castilla et permet à San Román de prendre le pouvoir.